# Нуадибу
Нуадибу (арап. نواذيبو) је главни град вилајета Дахлет-Нуадибу у северозападној Мауританији. Налази се на рту Блан (cap Blanc, Ras Nouadhibou) на обали Атлантског океана, уз границу са Западном Сахаром. Нуадибу је економски центар земље, док је Нуакшот политички и административни центар.
У колонијално доба имао је име Порт Етјен (фр. Port-Étienne). Основали су га Французи 1907. године.
Већина извора процењује број становника на више од 100.000, све до 150.000. Званични попис из 2000. године забележио је 72.337 становника.
Главна привредна активност је рибарство, док је најзначајнија индустријска грана прерада гвоздене руде која се железницом допрема из градова Зуерат и Фдерик. Ови возови достижу дужину од 3 километра. 
Пут изграђен 2005. године повезује Нуадибу са 450 километара удаљеним Нуакшотом. Последњих година град је постао база за поласке чамаца са илегалним афричким емигрантима који покушавају да се докопају Канарских острва. 
Градска лука се сматра највећим гробљем бродова у свету, јер је то дозволила корумпирана локална администрација. Овде је сахрањено око 300 бродова.